# Salomé III
Salomé III (Salome, Σαλώμη) fou una princesa jueva. La seva biografia es barreja amb la de Salomé II.
Salomé III fou la filla d'Heròdies i d'Herodes Filip I (fill d'Herodes el Gran). En canvi, Salomé II fou la filla d'Herodes Antipes i Heròdies.
El seu parent o padrastre Herodes Antipes la va veure ballar i això el va complaure. Salomé va convèncer Herodes Antipes de fer matar Joan el Baptista a causa de les seves crítiques al matrimoni d'Herodes Antipes i Heròdies, que Joan considerava adúlter. Per això Salomé és esmentada pels evangelistes Marc i Mateu, en sentit crític, com a seductora i mala persona.
Una de les dues Salomé es va casar dues vegades, la primera amb el seu oncle Herodes Filip II, tetrarca d'Iturea i Traconitis, que va morir jove; i després amb el seu cosí Aristòbul, fill d'Herodes de Calcis, amb qui va tenir tres fills.
Flavi Josep en les Antiguitats judaiques (llibre XVIII, capítol 5,4): "Heròdies, […] qui tingué una filla, Salomé; després del seu naixement, Heròdies […] es divorcià del seu espòs mentre encara era viu, i es casà amb Herodes, germà seu per línia paterna, ell era tetrarca de Galilea; però Salomé es casà amb Herodes Filip […] tetrarca de Traconítide [...]".
La llegenda de la seva mort que dona Nicèfor a la seva "Història eclesiàstica" és totalment imaginària.